# Alfred Teinitzer
Alfred Teinitzer (Bécs, 1929. július 29. – 2021. április 20.) osztrák labdarúgó-középpályás.

## Pályafutása
1949 és 1952 között a Rapid Wien, 1952 és 1955 illetve 1958 és 1964 között a Linzer ASK labdarúgója volt. 1964–65-ben a Stickstoff Linz csapatáben fejezte be az aktív sportolást. Az osztrák válogatott tagjaként részt vett az 1954-es labdarúgó-világbajnokságon.

## Sikerei, díjai
SK Rapid Wien
- Osztrák bajnokság
  - bajnok (2): 1950–51, 1951–52
  - 2.: 1949–50